# OB-04 Hrvatska Kostajnica
OB-04 Hrvatska Kostajnica  je ratni brod u sastavu flote Hrvatske ratne mornarice. Prema klasifikaciji, radi se o ophodnom brodu. Brod je osvojen 1991., do tada je bio u sastavu JRM pod oznakom PČ-181 Durmitor. Od 1991. do 2009. nosio je oznaku OB-64 Hrvatska Kostajnica.
Brod se nalazi u sastavu Obalne straže Republike Hrvatske.